# Mel Nowell
Melvyn P. "Mel" Nowell (Columbus, Ohio, 27 de diciembre de 1939) es un exjugador de baloncesto estadounidense que disputó una temporada en la NBA, otra en la EPBL y una última en la ABA. Con 1,88 metros de estatura, jugaba en la posición de base.

## Trayectoria deportiva

### Universidad
Jugó durante tres temporadas con los Buckeyes de la Universidad Estatal de Ohio, en las que promedió 13,1 puntos por partido. En su primera temporada, en 1960, junto a jugadores como Jerry Lucas, John Havlicek o Larry Siegfried, logró ganar el Torneo de la NCAA tras derrotar a la Universidad de California por un rotundo 75-55. Anotó 15 puntos en la final, siendo incluido en el mejor quinteto de la Final Four.

### Profesional
Fue elegido en la nonagésima posición del Draft de la NBA de 1962 por Chicago Zephyrs, con los que jugó una temporada, en la que promedió 5,9 puntos y 2,2 asistencias por partido.
Tras ser despedido, jugó una temporada con los Wilkes-Barre Barons de la EPBL, tras la cual se reriró temporalmente de las canchas de juego.
Regresó en 1967 para jugar una temporada con los New Jersey Americans de la ABA, donde jugó una temporada, en la que promedió 9,6 puntos y 2,5 rebotes por partido.

## Estadísticas de su carrera en la NBA y la ABA

### Temporada regular
| Temporada | Edad | Equipo               | Liga  | P   | TIT | MIN  | TC  | TCA | %TC  | 3P  | 3PA | %3P  | TL  | TLA | %TL  | R.OF. | R.DEF. | REB | ASIS | ROB | TAP | PER | FP  | PTS |
| 1962-63   | 23   | Chicago Zephyrs      | NBA   | 39  |     | 15.1 | 2.4 | 6.1 | .388 |     |     |      | 1.2 | 1.7 | .727 |       |        | 1.7 | 2.2  |     |     |     | 2.2 | 5.9 |
| 1967-68   | 28   | New Jersey Americans | ABA   | 76  |     | 20.5 | 3.6 | 8.9 | .402 | 0.1 | 0.4 | .281 | 2.3 | 2.8 | .826 |       |        | 2.5 | 2.0  |     |     | 1.9 | 2.5 | 9.6 |
| Total     |      |                      | TOTAL | 115 |     | 18.6 | 3.2 | 8.0 | .398 | 0.1 | 0.4 | .281 | 1.9 | 2.4 | .803 |       |        | 2.3 | 2.1  |     |     | 1.9 | 2.4 | 8.4 |
|           |      |                      | ABA   | 76  |     | 20.5 | 3.6 | 8.9 | .402 | 0.1 | 0.4 | .281 | 2.3 | 2.8 | .826 |       |        | 2.5 | 2.0  |     |     | 1.9 | 2.5 | 9.6 |
|           |      |                      | NBA   | 39  |     | 15.1 | 2.4 | 6.1 | .388 |     |     |      | 1.2 | 1.7 | .727 |       |        | 1.7 | 2.2  |     |     |     | 2.2 | 5.9 |